# 思い出だけではつらすぎる
『思い出だけではつらすぎる』（おもいでだけではつらすぎる）は、柴咲コウの4枚目のシングル（RUI名義含む）。2003年9月3日発売。発売元はユニバーサルミュージック。

## 解説
表題曲は自身が出演していたテレビドラマ『Dr.コトー診療所』の主題歌を担当した中島みゆきの作詞・作曲による曲で、同ドラマの挿入歌となった。中島は同年11月19日発売のアルバム『恋文』でセルフカバーしている。
「忽忘草」は新たに新録音されたものが、ベスト・アルバム『The Back Best』に収録されている。

## 収録曲
1. 思い出だけではつらすぎる
作詞・作曲:中島みゆき　編曲:千住明
フジテレビ系『Dr.コトー診療所』挿入歌
2. 忽忘草（わすれなぐさ）
作詞:柴咲コウ　作曲:松本良喜　編曲:田辺恵二　ストリングス・アレンジ:前嶋康明
グリコ「ムースポッキー」CMソング（本人出演）
3. 思い出だけではつらすぎる (Backing Track)
作曲:中島みゆき　編曲:千住明
4. 忽忘草 (Backing Track)
作曲:松本良喜　編曲:田辺恵二　ストリングス・アレンジ:前嶋康明

## 収録アルバム
思い出だけではつらすぎる
- 『蜜』
- 『Single Best』
- 『KO SHIBASAKI ALL TIME BEST 詩』
- 『KO SHIBASAKI ACTOR'S THE BEST -Melodies of Screens-』

勿忘草
- 『蜜』
- 『The Back Best』

### 試聴（公式）
- 思い出だけではつらすぎる （ミュージックビデオ） - YouTube